# 沙洲鎮 (南城縣)
沙洲镇，是中华人民共和国江西省抚州市南城县下辖的一个乡镇级行政单位。

## 行政区划
沙洲镇下辖以下地区：
沙洲社区、沙洲村、珀玕村、余家墩村、黄狮村、水口村、曾家村、临坊村和邓坊村。